# ميكي مانتل
ميكي شارلز مانتل (بالإنجليزية: Mickey Mantle) (Mickey Charles Mantle) (20 أكتوبر 1931 – 13 أغسطس 1995) لاعب وسط أمريكي في كرة القاعدة (البيسبول) ، لعب 18 موسمًا في دوري كرة القاعدة الرئيسي (MLB) لصالح فريق نيو يورك يانكيز من 1951 إلى 1968. يعتبر الكثيرون أن مانتل أعظم ضارب تبديل على الإطلاق، وواحد من أعظم لاعبي كرة القاعدة في التاريخ. أٌختير مانتل ليدخل ضمن قاعة مشاهير كرة القاعدة الوطنية في 1974  وانتخب في فريق القرن في كرة القاعدة للدوري الرئيسي في 1999.
وعُرف عن مانتل تميزه في الضربات سواء في متوسط عددها أو قوتها. وفاز بالتاج الثلاثي في 1956، بأعلى متوسط ضرب، وركضات آمنة، وركضة آمنة (RBI). وتلقى ثلاثة جوائز كأفضل لاعب في دوري كرة القاعدة الرئيسي (MVP) في الدوري الأمريكي (AL) ولعب عشرين مباراة (كل النجوم) وظهر مانتل في 12 بطولة عالمية، فاز في 7 منها. ويحمل الرقم القياسي لأكثر ضربات آمنة في الدوري العالمي (18)، وأكثر ركضات مسجلة (40)، وأكثر ركضات (42)، وأكثر مشيات (43)، وأكثر ضربة بقاعدة إضافية (26)، وأكثر قواعد كاملة (123). وهو أيضًا قائد المهنة (متعادلاً مع جيم ثوم (Jim Thome)) في المشي بعيدًا في ركضة آمنة، بمجموع ثلاثة عشر، 12 منها في الدوري العام، وواحدة في الدوري اللاحق.

## وصلات خارجية
- ميكي مانتل على موقع دوري كرة القاعدة الرئيسي (الإنجليزية)
- ميكي مانتل على موقعبيزبول رفرنس.كوم (الدوري الرئيسي) (الإنجليزية)
- ميكي مانتل على موقعبيزبول رفرنس.كوم (الدوري الثانوي) (الإنجليزية)
- ميكي مانتل على موقع جمعية أبحاث البيسبول الأمريكية (الإنجليزية)
- ميكي مانتل على موقع إي إس بي إن.كوم (أم.أل.بي) (الإنجليزية)
- ميكي مانتل على موقع مشجعي الرسوم البيانية (الإنجليزية)
- ميكي مانتل على موقع قاعة مشاهير كرة القاعدة (الإنجليزية)

- ميكي مانتل على موقع IMDb (الإنجليزية)
- ميكي مانتل على موقع الموسوعة البريطانية (الإنجليزية)
- ميكي مانتل على موقع ميوزك برينز (الإنجليزية)
- ميكي مانتل على موقع إن إن دي بي (الإنجليزية)
- ميكي مانتل على موقع قاعدة بيانات الفيلم (الإنجليزية)
- Mickey Mantle at Findagrave.com
- "50 Years Later, A Slide Still Confounds", New York Times, 30 September 2010
- Archival Television Audio on Mickey Mantle